# Jalandar
Pronunciação
Jalandar ou Jalandhar (em punjabi: ਜਲੰਧਰ; hindi: जलंधर), também chamada como Julundur, é uma antiga cidade do estado de Panjabe, na Índia.